# Chapelle de La Redoute
La chapelle de La Redoute ou chapelle Saint-Louis est une chapelle catholique située à Saint-Denis de La Réunion, dans le quartier de La Redoute et la caserne du même nom.
Édifiée en 1751, cette ancienne poudrière aussi appelée poudrière de La Redoute est la chapelle militaire de la garnison de Saint-Denis.

## Histoire

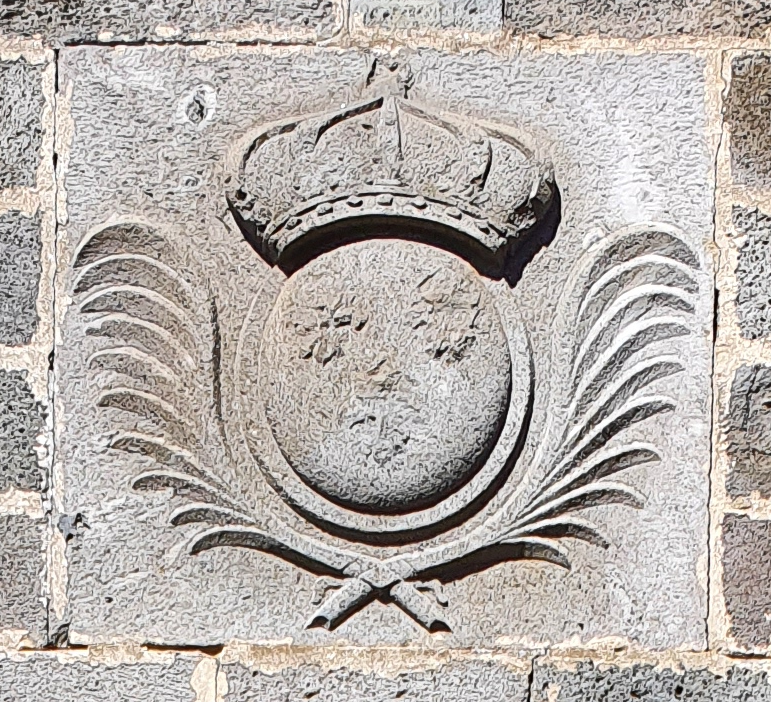
Les armes royales sur le fronton du bâtiment.

En 1750, le conseil supérieur de Bourbon décida de la construction d'une poudrière pour remplacer celle du quartier Saint-Denis, qui était située au milieu des maisons en bois, couvertes de palmes, et présentait un réel danger pour les habitants.
Ce bâtiment fut édifié l'année suivante, sur les plans de l'ingénieur du roi Antoine Marie Desforges-Boucher, dessinés en 1741. Constituant la poudrière de la deuxième ligne de défense de la Compagnie des Indes, il fut placé à contre-pente des tirs pouvant parvenir de la mer, sur la petite plaine située entre le rempart de La Montagne et la rivière Saint-Denis (La Réunion).
Après deux siècles d'utilisation comme magasin à poudre, il fut affecté à l'aumônerie militaire catholique des Forces armées de la zone sud de l'océan Indien et devint la chapelle de garnison.

## Protection
L'édifice est inscrit en totalité, y compris son mur d'enceinte et son terrain d'assiette, à l'inventaire supplémentaire des Monuments historiques depuis le 3 avril 2007,.